# Khioszi Panióniosz
Khioszi Panióniosz rabszolga-kereskedő, aki a Kr. e. 5. században élt, a görög–perzsa háborúk idején.
Hermotimosz, az egyik herélt rabszolgája olyan kegyetlen bosszút állt rajta, amilyen Hérodotosz szerint még egyetlen emberrel sem történt.

## Élete
Khioszi Panióniosz Hérodotosz szerint abból lett gazdaggá, hogy szép testű fiatal fiúkat vásárolt össze, majd kiheréltette és jó pénzen eladta őket. A perzsák ugyanis jobban kedvelték a herélteket, mint azokat, akik nem vesztették el férfiasságukat. Ilyen sorsra jutott a Szardiszból való Hermotimosz is. Hermotimoszt eladták és így került I. Xerxész perzsa király udvarába. Hérodotosz szerint Xerxész őt kedvelte a legjobban a heréltjei közül.
Amikor Xerxész a görögök elleni hadjárat szervezésére Szardiszba ment, Hermotimosz is vele volt. Ügyei intézése közben Hermotimosz összetalálkozott Panióniosszal. Elbeszélgetett vele, beszámolt róla, milyen jól megy a sora, és hogy ezt Panióniosznak köszönheti. Meggyőzte, hogy települjön át Szardiszba és ő majd ott gondoskodik róla. Miután Panióniosz áttelepült, Hermotimosz elfogatta, és arra kényszerítette, hogy mind a négy fiát herélje ki, majd a fiúkkal heréltette ki az apát. Így állt bosszút Hermotimosz Paniónioszon.